# Eth hameçon palatal
L’eth hameçon palatal est une lettre additionnelle de l’alphabet latin et un symbole phonétique utilisé dans certains ouvrages linguistiques. Il est composé d’un eth avec un hameçon palatal.

## Utilisation
L’eth hameçon palatal était utilisé, par exemple par Cynthia R. Shuken, pour représenter une consonne fricative dentale voisée palatalisée [ðʲ].

## Représentation informatique
L’eth hameçon palatal n’a pas été codé dans un codage standard, mais peut être représenté approximativement avec les caractères Unicode ‹ ð̡ › (U+00F0 latin small letter eth, U+0321 combining palatalized hook below).

## Sources
- (en) Cynthia R. Shuken, Instrumental investigation of some Scottish Gaelic consonants, University of Edinburgh, 1980 (lire en ligne)